# Andreas Klarström
Frank Andreas Klarström (Borås, 23 dicembre 1977) è un ex calciatore svedese, di ruolo difensore.

## Caratteristiche tecniche
Terzino destro, può giocare come esterno destro e come mediano.

## Palmarès

### Club

#### Competizioni nazionali
- Campionato svedese: 1

Elfsborg: 2012
- Coppa di Svezia: 3

Elfsborg: 2000-2001, 2002-2003, 2013-2014